# Georg Wollweber
Georg Wollweber (* im 19. Jahrhundert; † im 20. Jahrhundert) war ein deutscher Unternehmer und Mitglied des Provinziallandtages der Provinz Hessen-Nassau.

## Leben
Georg Wollweber betrieb in Rennerod eine Lohmühle und Rothgerberei
und war kommunalpolitisch engagiert. In der Gemeinde Rennerod wurde er mit den Aufgaben des Standesbeamten beaufragt.
Spätestens ab 1886 war er Mitglied des Kreistages und Kreisausschusses des Kreises Westerburg (heute Westerwaldkreis). Von 1902 bis 1917 (bis 1904 für den Abgeordneten Max Duderstadt) war er Mitglied des Nassauischen Kommunallandtags des Regierungsbezirks Wiesbaden bzw. des Provinziallandtages der Provinz Hessen-Nassau, wo er Mitglied des Rechnungsprüfungsausschusses war.